# NGC 2905
NGC 2905 – chmura gwiazd znajdująca się w gwiazdozbiorze Lwa w północno-wschodniej części galaktyki NGC 2903. Została skatalogowana 16 listopada 1784 roku przez Williama Herschela.
Niektóre bazy obiektów astronomicznych (np. SIMBAD, NASA/IPAC Extragalactic Database) traktują numer NGC 2905 jako alternatywne oznaczenie galaktyki NGC 2903.